# Brody (powiat starachowicki)
Brody – wieś w Polsce, położona w województwie świętokrzyskim, w powiecie starachowickim, w gminie Brody.
Wierni Kościoła rzymskokatolickiego należą do parafii Wniebowzięcia Najświętszej Maryi Panny w Krynkach.
Miejscowość w środkowej części powiatu starachowickiego położona nad rzeką Kamienną. Wieś jest siedzibą gminy wiejskiej Brody.
| SIMC    | Nazwa           | Rodzaj      |
| ------- | --------------- | ----------- |
| 0230757 | Brody Fabryczne | część wsi   |
| 0231113 | Gajówka Tatry   | osada leśna |
| 0230763 | Komorniki       | część wsi   |
| 0231283 | Ruśna           | przysiółek  |
| 0230792 | Stoczki         | przysiółek  |
| 0230817 | Zajazd Brody    | osada       |

## Transport
Przez wieś przebiega droga krajowa nr 9, oraz linia kolejowa nr 25.

Poprzez drogi powiatowe połączenie z:
- 0621 T Brody – Połągiew – Staw Kunowski – Rudnik
- 0624 T Brody – Krynki Duże – Krynki Małe
- 0626 T Styków – Ruda – Brody

Drogą krajową 42 od Rudnika ze Starachowicami
Przystanek kolejowy nosi nazwę Brody Iłżeckie.

## Turystyka
Przez wieś przechodzi  czerwony Szlak Milenijny ze Skarżyska-Kamiennej do Kałkowa,  niebieski szlak rowerowy ze Skarżyska-Kamiennej do Ostrowca Świętokrzyskiego i  zielony szlak rowerowy im. Witolda Gombrowicza.
Atrakcją turystyczną jest duży zalew na rzece Kamiennej Jezioro Brodzkie zbudowany w XIX wieku, rozbudowany następnie w latach 1964 i 1986.

## Sport
W miejscowości działa klub piłki nożnej, Kamienna Brody, założony w 1993 roku. W sezonie 2024/2025 występuje w rozgrywkach klasy okręgowej, gr. świętokrzyskiej.

## Historia
Pierwsze wzmianki o wsi Brody pochodzą z XIV wieku.

Według Słownika geograficznego Królestwa Polskiego z roku 1880, Brody to wieś rządowa położona  nad rzeką Kamienną, w ówczesnym powiecie iłżeckim i ówczesnej gminie Wierzbnik, parafii Krynki. Wieś położona przy drodze bitej, posiadała stację pocztową w punkcie przecięcia się traktów z Radomska do Ostrowca i z Suchedniowa do Ostrowca a także zakłady żelazne i szkołę. Według spisu miast, wsi, osad Królestwa Polskiego z roku 1827, było tu 33 domów zamieszkałych przez 268 mieszkańców. Około roku 1880 - 83 domy i 868 mórg ziemi włościańskiej, oraz 377 mórg ziemi dworskiej.
Powstanie styczniowe
W dniu 18 kwietnia 1863 na słabo zabezpieczony obóz Faustyna Grylińskiego (który odłączył od Dionizego Czachowskiego), pod Brodami uderzyła kolumna wojsk rosyjskich pod dowództwem mjra Klewcowa i całkowicie go rozgromiła.
Odłączywszy się ze swym oddziałem od Czachowskiego, Gryliński pod Brodami opuścił oddział, który zaatakowany został niebawem przez jedną z kolumn Czengierego. Moskale podszedłszy pod drzemiące widety, nagle napadli na oddział. Kapitan żuawów Bogdan, b. oficer moskiewski, zastępujący Grylińskiego, czynił wszelkie starania, aby stawić skuteczny opór, lecz wśród zaskoczonego oddziału taki panował popłoch, że wszyscy co prędzej, odstrzeliwając się, w tył uchodzili, a mało kto do szeregu stawał. Bogdan sam ciężko ranny, uniesiony został z placu boju w głąb lasu. Oddział został rozbity, a około 80 ludzi zdołało połączyć się z Czachowskim.
2 grudnia 1863 w Brodyach piechota generała Bosaka, po noclegu na pobojowisku ociesęckiem, ruszyła pod dowództwem Bogdana na północ, aby tam operować w połączeniu z Rudowskim. W marszu natknął się Bogdan, jeszcze przed świtem 2 grudnia, w Brodach na kolumnę kapitana Steina, wysłanego z Radomia. Powstańcy natarli żywo na obozujących na dziedzińcu i gotujących jedzenie moskali i zranili 2 oficerów oraz kapitana sztabowego Masłowskiego. Jednakowoż Steinowi udało się szybko zebrać swoich ludzi i po krótkiej walce wśród ciemnej nocy odparł powstańców, którzy mieli w boju
stracić 6 zabitych i 30 rannych.
W latach 1954–1972 wieś należała i była siedzibą władz gromady Brody. W latach 1975–1998 miejscowość należała administracyjnie do województwa kieleckiego.

### Hutnictwo w Brodach
W XVIII wieku rozwijał się tu przemysł hutniczy – funkcjonowały dymarki i kuźnice. W latach 1820–1823 powstał wielki piec, a w latach 1823–1846 zapora na rzece Kamiennej, zniszczona przez powódź w 1903 roku. Pomiędzy 1834 a 1841 wybudowano klasycystyczną zabudowę przemysłową należącą do Banku Polskiego, w jej skład wchodziła pudlingarnia, walcownia, budynek administracyjny i osiedle robotnicze. W latach 1960–1964 powstała nowa zapora tworząca Jezioro Brodzkie.

## Zabytki
Do rejestru zabytków nieruchomych zostały wpisane obiekty:
- urządzenia hydrotechniczne z tamą i kamiennym przepustem z lat 1828–1831 wmurowanym w groblę obecnej zapory na rzece Kamiennej (nr rej.: A.801/1-2 z 15.06.1967 i z 1.12.1956),
- dom dawnego Zarządu Zakładu Przemysłowego w Brodach z 1840 r. (nr rej.: A.802 z 6.09.1971 i z 30.09.1996),
- dom przy ul. Szkolnej 5 (nr rej.: A.803 z 16.05.1994).

## Urodzeni w Brodach
- Władysław Julian Obara (ur. 04.07.1941 w Brodach, zm. 10 lutego 2017(dts) r. w Starachowicach) – prozaik i felietonista, członek związków twórczych, aktor monodramów, animator kultury[13].